# Zjawisko Ashmana
Zjawisko Ashmana (łac. phaenomenon Ashman) – obserwowane w EKG zaburzenie przewodnictwa śródkomorowego pod postacią szerokiego zespołu QRS poprzedzonego przez długi odstęp RR i kończącego krótki odstęp RR. Zjawisko to zostało po raz pierwszy opisane w 1947 roku przez J.L. Gouaux i R. Ashmana.

## Patofizjologia
Przewodzenie śródkomorowe przy pobudzeniu kończącym krótki cykl serca następujący po cyklu długim może przebiegać z aberracją, gdyż długi cykl powoduje wydłużenie depolaryzacji i opóźnienie repolaryzacji. Podczas migotania przedsionków często dochodzi do przewodzenia z aberracją, czemu sprzyja niemiarowość rytmu komór.

## Rozpoznanie różnicowe
Występowanie opisanej sekwencji samo w sobie nie może być podstawą do rozpoznania zespołu Ashmana, czyli różnicowania przewodzenia z aberracją z dodatkowymi skurczami komorowymi, gdyż przedłużenie cyklu może z równym prawdopodobieństwem wyzwolić dodatkowe skurcze komorowe.
W takiej sytuacji za dodatkowym skurczem komorowym przemawiają:
- występowanie dłuższej przerwy poekstrasystolicznej,
- nieobecność poprzedzającego cyklu przedłużonego,
- sekwencja cyklów jeszcze dłuższy i jeszcze krótszy w innej sekwencji,
- nadmierna przedwczesność,
- stały czas sprężenia.

## Znaczenie kliniczne
Zjawisko Ashmana w większości przypadków przebiega bezobjawowo i jako takie nie jest istotne. Istotne klinicznie są dodatkowe skurcze komorowe, z którymi jest często mylone.